# Elaphoglossaceae
Elaphoglossaceae é uma família de fetos que inclui um clado que agrupa géneros previamente distribuídos entre outras famílias e agrupamentos taxonómicos. Entre esses géneros está Bolbitis, durante muito tempo considerado parte da família Lomariopsidaceae. Esta classificação baseia-se numa revisão realizada por Schuettpelz & Pryer. Uma classificação mais recente (Christenhusz et al., 2011) inclui este grupo como uma subfamília das Dryopteridaceae que designa por Elaphoglossoideae (Pic.Serm.) Crabbe, Jermy & Mickel 1975.